# 侯思止
侯思止（7世纪—693年），唐朝和武周年间酷吏。

## 生平
侯思止来自长安京畿的雍州醴泉。他出身贫穷，靠卖饼也难以为生，于是在恆州（约在今石家庄）游击将军高元禮家中为仆，素诡谲无赖。载初元年（690年）四月，恒州刺史裴贞杖责一判司，该判司示意侯思止游说高元礼，密奏当时为唐睿宗摄政的太后武则天，指控裴贞和睿宗的叔祖父舒王李元名谋反。武则天正要寻机清洗李氏宗室中的长者，于是派周兴去审理，七月，废李元名并流放，杀其子豫章王李亶，灭裴贞族。武则天封侯思止为游击将军。当时告密者往往官居五品，侯思止却求为官阶较低但有权调查犯罪的侍御史。高元礼惧怕，反过来对侯思止阿谀奉承，与他同坐，称他为侯大，并教导他说：“现在国家用人不论门第，如果圣上说你侯大不识字，你就答：獬豸兽也不识字，但能用角顶坏人！”果然武后这样问他，侯思止就按高元礼所教的獬豸回答，武后感到满意。于是在天授三年（692年）封他为朝散大夫、左台侍御史。高元礼又教道：“圣上知道侯大没有宅子，要是赏赐给你犯官的宅子，你可以辞谢而不受。圣上必问你原由，你即奏云：‘那些反贼犯人，臣讨厌他们的名字，不愿住在他们的宅子里。’”武后更高兴了，恩泽更优厚。
天授年间，侯思止与司刑丞杜景俭、徐有功、来俊臣专理制狱，时人称：“遇徐、杜者生，遇来、侯者死。”
武后夺取睿宗皇位建立武周後，来俊臣等罗织罪名陷害公卿，在牒文左署道：“请付来俊臣或侯思止推实必得。”为武后所信。一批高官如宰相任知古、狄仁杰、裴行本及司农卿裴宣禮、前文昌左丞盧獻、御史中丞魏元忠、潞州刺史李嗣真都被控谋反。长寿元年（692年）一月，酷吏左台中丞来俊臣负责查案，侯思止负责审讯魏元忠，他口出牢中俚语：“急认白司马（白板子），不然，即吃孟青（棒子）。”其实白司马指的是洛阳的白司马坂，孟青棒是杀琅邪王李冲的将军，侯思止见识浅并不解其意。魏元忠一直不认罪，侯思止就拖拽他。魏元忠讽刺道：“我命苦啊，就像骑着劣驴摔下来，脚被马镫挂住拖拽。”侯思止更生气了，加大了拖拽的速度。魏元忠说：“侯思止，你现在是国家御史，须识礼数轻重。你如果要我的头，锯掉就罢了，别要我承认谋反。奈何你穿着朱紫官袍，奉皇命，却不行正直之事，说的白司马、孟青是何言！非魏元忠，无人能教。”结果侯思止惊起害怕，不但停止了对他的折磨，还向他致谢说：“思止死罪，幸蒙中丞教。”引其上床而问之，魏元忠泰然就坐，神色不变。最后这7个官员都被免死，但都被外贬。但侯思止之后仍然说粗俗话，被人仿效，常成为官员们的笑料。如某次断屠（唐朝有习俗，特定时期禁止杀生）时，侯思止抱怨道：“鸡猪鱼驴，俱不得吃。空吃米面，如何得不饥？”但因为口音，他说的话好像：“圭诛虞缕（平声），居不得诘。空诘弭泥（去声），儒何得不饥？”被御史霍獻可嘲笑，侯思止愤怒地去找武则天告状。武则天见霍獻可取笑自己信任的大臣，斥责：“我知思止不识字，我已用之，卿何笑也！”但当霍獻可描述侯思止的粗俗之言时，她也大笑了。
来俊臣、侯思止等滥用刑法，诬陷忠良，人们都害怕，宰相凤阁侍郎李昭德常当廷奏其事，来俊臣一党稍稍受到抑制。同时，侯思止发现，来俊臣休妻后强娶家门显赫的太原王氏王慶詵的女儿，便也想娶同样出自名门的赵郡李氏李自挹之女，武则天让宰相们对此进行商议。李昭德抚掌对诸宰相说：“大可笑。”认为来、侯所为都是辱国之举，上奏反对，并号召对其进行弹劾。长寿二年（693年）二月，武则天下令禁止私藏锦，侯思止私藏了锦，李昭德审理之，将侯思止杖杀于朝堂。
后酷吏纷纷伏诛，武则天也有所觉悟。监察御史魏靖上言请复查酷吏们所定案情，获准。唐中宗神龙元年（705年）三月，追究侯思止等二十三人自垂拱以来枉滥杀人之罪，所有官爵，并令追夺。天下称庆。唐玄宗开元十三年（725年）三月，御史大夫程行谌奏侯思止等武周酷吏二十三人残害宗室、良善情状尤重，不许子孙做官。

## 影视形象
- 电视剧《无字碑歌》中，巴多饰演侯思止。

## 延伸阅读
[在维基数据编辑]
 《舊唐書·卷186上》，出自刘昫《舊唐書》
 《新唐書·卷209》，出自《新唐書》